# Culori web
Culorile web sunt culori folosite în proiectarea paginilor web și diversele metode pentru descrierea și specificarea acestor culori.
Autorii paginilor web au mai multe opțiuni pentru specificarea culorilor pentru elemente ale documentelor web. Culorile pot fi descrise ca un triplet: roșu, verde și albastru (engleză Red, Green, Blue) (RGB) în format zecimal sau hexazecimal (triplet hexa) sau chiar cu denumirea în engleză în unele cazuri. Adesea pentru generarea valorilor culorilor este folosit un software pentru grafică.

## Numele culorilor HTML
Specificațiile HTML 4.01 definesc șaisprezece nume de culori, acestea fiind următoarele:
| Nume | Hexazecimal | Nume  | Hexazecimal | Nume   | Hexazecimal | Nume            | Hexazecimal |
| ---- | ----------- | ----- | ----------- | ------ | ----------- | --------------- | ----------- |
| aqua | #00ffff     | black | #000000     | blue   | #0000ff     | fuchsia         | #ff00ff     |
| gray | #808080     | green | #008000     | lime   | #00ff00     | maroon          | #800000     |
| navy | #000080     | olive | #808000     | purple | #800080     | red             | #ff0000     |
| gray | #c0c0c0     | teal  | #008080     | white  | #ffffff     | compass trading | #ffff00     |

## Nume de culoare X11
| nume HTML            | cod hexa RGB | cod zecimal RGB |
| -------------------- | ------------ | --------------- |
| Culori roșii         |              |                 |
| IndianRed            | CD 5C 5C     | 205 92 92       |
| LightCoral           | F0 80 80     | 240 128 128     |
| Salmon               | FA 80 72     | 250 128 114     |
| DarkSalmon           | E9 96 7A     | 233 150 122     |
| LightSalmon          | FF A0 7A     | 255 160 122     |
| Crimson              | DC 14 3C     | 220 20 60       |
| Red                  | FF 00 00     | 255 0 0         |
| FireBrick            | B2 22 22     | 178 34 34       |
| DarkRed              | 8B 00 00     | 139 0 0         |
| Culori roz           |              |                 |
| Pink                 | FF C0 CB     | 255 192 203     |
| LightPink            | FF B6 C1     | 255 182 193     |
| HotPink              | FF 69 B4     | 255 105 180     |
| DeepPink             | FF 14 93     | 255 20 147      |
| MediumVioletRed      | C7 15 85     | 199 21 133      |
| PaleVioletRed        | DB 70 93     | 219 112 147     |
| Culori portocalii    |              |                 |
| LightSalmon          | FF A0 7A     | 255 160 122     |
| Coral                | FF 7F 50     | 255 127 80      |
| Tomato               | FF 63 47     | 255 99 71       |
| OrangeRed            | FF 45 00     | 255 69 0        |
| DarkOrange           | FF 8C 00     | 255 140 0       |
| Orange               | FF A5 00     | 255 165 0       |
| Culori galbene       |              |                 |
| Gold                 | FF D7 00     | 255 215 0       |
| Yellow               | FF FF 00     | 255 255 0       |
| LightYellow          | FF FF E0     | 255 255 224     |
| LemonChiffon         | FF FA CD     | 255 250 205     |
| LightGoldenrodYellow | FA FA D2     | 250 250 210     |
| PapayaWhip           | FF EF D5     | 255 239 213     |
| Moccasin             | FF E4 B5     | 255 228 181     |
| PeachPuff            | FF DA B9     | 255 218 185     |
| PaleGoldenrod        | EE E8 AA     | 238 232 170     |
| Khaki                | F0 E6 8C     | 240 230 140     |
| DarkKhaki            | BD B7 6B     | 189 183 107     |
| Culori mov           |              |                 |
| Lavender             | E6 E6 FA     | 230 230 250     |
| Thistle              | D8 BF D8     | 216 191 216     |
| Plum                 | DD A0 DD     | 221 160 221     |
| Violet               | EE 82 EE     | 238 130 238     |
| Orchid               | DA 70 D6     | 218 112 214     |
| Fuchsia              | FF 00 FF     | 255 0 255       |
| Magenta              | FF 00 FF     | 255 0 255       |
| MediumOrchid         | BA 55 D3     | 186 85 211      |
| MediumPurple         | 93 70 DB     | 147 112 219     |
| BlueViolet           | 8A 2B E2     | 138 43 226      |
| DarkViolet           | 94 00 D3     | 148 0 211       |
| DarkOrchid           | 99 32 CC     | 153 50 204      |
| DarkMagenta          | 8B 00 8B     | 139 0 139       |
| Purple               | 80 00 80     | 128 0 128       |
| Indigo               | 4B 00 82     | 75 0 130        |
| SlateBlue            | 6A 5A CD     | 106 90 205      |
| DarkSlateBlue        | 48 3D 8B     | 72 61 139       |

| nume HTML         | cod hexa RGB | cod zecimal RGB |
| ----------------- | ------------ | --------------- |
| Culori verzi      |              |                 |
| GreenYellow       | AD FF 2F     | 173 255 47      |
| Chartreuse        | 7F FF 00     | 127 255 0       |
| LawnGreen         | 7C FC 00     | 124 252 0       |
| Lime              | 00 FF 00     | 0 255 0         |
| LimeGreen         | 32 CD 32     | 50 205 50       |
| PaleGreen         | 98 FB 98     | 152 251 152     |
| LightGreen        | 90 EE 90     | 144 238 144     |
| MediumSpringGreen | 00 FA 9A     | 0 250 154       |
| SpringGreen       | 00 FF 7F     | 0 255 127       |
| MediumSeaGreen    | 3C B3 71     | 60 179 113      |
| SeaGreen          | 2E 8B 57     | 46 139 87       |
| ForestGreen       | 22 8B 22     | 34 139 34       |
| Green             | 00 80 00     | 0 128 0         |
| DarkGreen         | 00 64 00     | 0 100 0         |
| YellowGreen       | 9A CD 32     | 154 205 50      |
| OliveDrab         | 6B 8E 23     | 107 142 35      |
| Olive             | 80 80 00     | 128 128 0       |
| DarkOliveGreen    | 55 6B 2F     | 85 107 47       |
| MediumAquamarine  | 66 CD AA     | 102 205 170     |
| DarkSeaGreen      | 8F BC 8F     | 143 188 143     |
| LightSeaGreen     | 20 B2 AA     | 32 178 170      |
| DarkCyan          | 00 8B 8B     | 0 139 139       |
| Teal              | 00 80 80     | 0 128 128       |
| Culori albastre   |              |                 |
| Aqua              | 00 FF FF     | 0 255 255       |
| Cyan              | 00 FF FF     | 0 255 255       |
| LightCyan         | E0 FF FF     | 224 255 255     |
| PaleTurquoise     | AF EE EE     | 175 238 238     |
| Aquamarine        | 7F FF D4     | 127 255 212     |
| Turquoise         | 40 E0 D0     | 64 224 208      |
| MediumTurquoise   | 48 D1 CC     | 72 209 204      |
| DarkTurquoise     | 00 CE D1     | 0 206 209       |
| CadetBlue         | 5F 9E A0     | 95 158 160      |
| SteelBlue         | 46 82 B4     | 70 130 180      |
| LightSteelBlue    | B0 C4 DE     | 176 196 222     |
| PowderBlue        | B0 E0 E6     | 176 224 230     |
| LightBlue         | AD D8 E6     | 173 216 230     |
| SkyBlue           | 87 CE EB     | 135 206 235     |
| LightSkyBlue      | 87 CE FA     | 135 206 250     |
| DeepSkyBlue       | 00 BF FF     | 0 191 255       |
| DodgerBlue        | 1E 90 FF     | 30 144 255      |
| CornflowerBlue    | 64 95 ED     | 100 149 237     |
| MediumSlateBlue   | 7B 68 EE     | 123 104 238     |
| RoyalBlue         | 41 69 E1     | 65 105 225      |
| Blue              | 00 00 FF     | 0 0 255         |
| MediumBlue        | 00 00 CD     | 0 0 205         |
| DarkBlue          | 00 00 8B     | 0 0 139         |
| Navy              | 00 00 80     | 0 0 128         |
| MidnightBlue      | 19 19 70     | 25 25 112       |

| nume HTML      | cod hexa RGB | cod zecimal RGB |
| -------------- | ------------ | --------------- |
| Culori maro    |              |                 |
| Cornsilk       | FF F8 DC     | 255 248 220     |
| BlanchedAlmond | FF EB CD     | 255 235 205     |
| Bisque         | FF E4 C4     | 255 228 196     |
| NavajoWhite    | FF DE AD     | 255 222 173     |
| Wheat          | F5 DE B3     | 245 222 179     |
| BurlyWood      | DE B8 87     | 222 184 135     |
| Tan            | D2 B4 8C     | 210 180 140     |
| RosyBrown      | BC 8F 8F     | 188 143 143     |
| SandyBrown     | F4 A4 60     | 244 164 96      |
| Goldenrod      | DA A5 20     | 218 165 32      |
| DarkGoldenrod  | B8 86 0B     | 184 134 11      |
| Peru           | CD 85 3F     | 205 133 63      |
| Chocolate      | D2 69 1E     | 210 105 30      |
| SaddleBrown    | 8B 45 13     | 139 69 19       |
| Sienna         | A0 52 2D     | 160 82 45       |
| Brown          | A5 2A 2A     | 165 42 42       |
| Maroon         | 80 00 00     | 128 0 0         |
| Culori albe    |              |                 |
| White          | FF FF FF     | 255 255 255     |
| Snow           | FF FA FA     | 255 250 250     |
| Honeydew       | F0 FF F0     | 240 255 240     |
| MintCream      | F5 FF FA     | 245 255 250     |
| Azure          | F0 FF FF     | 240 255 255     |
| AliceBlue      | F0 F8 FF     | 240 248 255     |
| GhostWhite     | F8 F8 FF     | 248 248 255     |
| WhiteSmoke     | F5 F5 F5     | 245 245 245     |
| Seashell       | FF F5 EE     | 255 245 238     |
| Beige          | F5 F5 DC     | 245 245 220     |
| OldLace        | FD F5 E6     | 253 245 230     |
| FloralWhite    | FF FA F0     | 255 250 240     |
| Ivory          | FF FF F0     | 255 255 240     |
| AntiqueWhite   | FA EB D7     | 250 235 215     |
| Linen          | FA F0 E6     | 250 240 230     |
| LavenderBlush  | FF F0 F5     | 255 240 245     |
| MistyRose      | FF E4 E1     | 255 228 225     |
| Culori gri     |              |                 |
| Gainsboro      | DC DC DC     | 220 220 220     |
| LightGrey      | D3 D3 D3     | 211 211 211     |
| Silver         | C0 C0 C0     | 192 192 192     |
| DarkGray       | A9 A9 A9     | 169 169 169     |
| Gray           | 80 80 80     | 128 128 128     |
| DimGray        | 69 69 69     | 105 105 105     |
| LightSlateGray | 77 88 99     | 119 136 153     |
| SlateGray      | 70 80 90     | 112 128 144     |
| DarkSlateGray  | 2F 4F 4F     | 47 79 79        |
| Black          | 00 00 00     | 0 0 0           |